# Augusto César Justino Teixeira
Augusto César Justino Teixeira, conhecido igualmente como Justino Teixeira ou Conselheiro Justino Teixeira (10 de Abril de 1835 - Lisboa, 2 de Fevereiro de 1923) foi um engenheiro e ferroviário português.

## Biografia

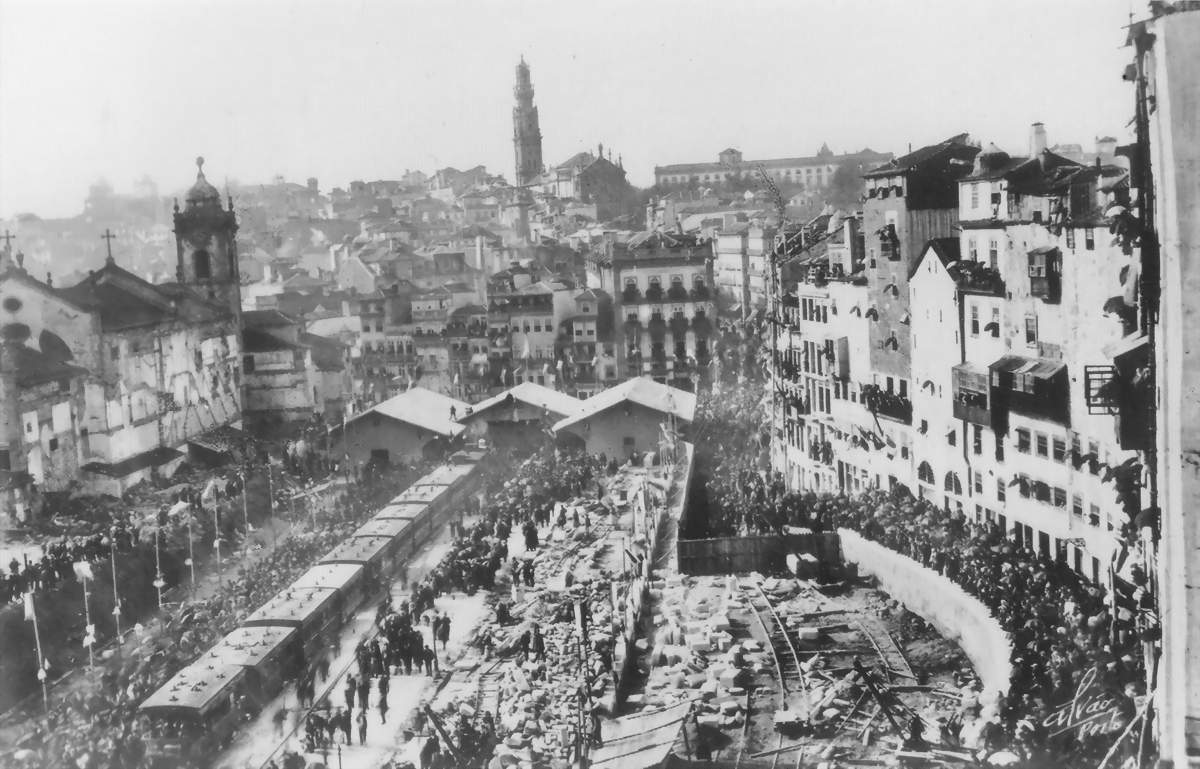
Estação provisória de São Bento, na sua inauguração, em 1896.

### Carreira profissional
Em 1880, elaborou o projecto do Ramal da Alfândega, no Porto, baseado num trabalho inicial de Mendes Guerreiro. A 1 de Abril de 1884, fez parte de uma comissão para inspeccionar a Linha do Tua, e em Janeiro de 1888 encontrava-se a desempenhar funções como director da companhia dos Caminhos de Ferro do Minho e Douro. Também planeou e dirigiu as obras do troço da Linha do Minho entre as Estações de São Bento e Campanhã, que foi inaugurado em 1896. Em finais de 1901, iniciou os estudos do traçado do Caminho de Ferro de Estremoz a Vila Viçosa, auxiliado pelos engenheiros Magalhães Braga e Perfeito de Magalhães, missão da qual tinha sido incumbido pelo Ministro das Obras Públicas.
Em 1902, fez parte de uma comissão para resolver o problema da passagem do caminho de ferro pela localidade de Faro. Na qualidade de engenheiro e director da companhia dos Caminhos de Ferro de Sul e Sueste, em Junho desse ano deslocou-se ao Algarve, para estudar as alterações introduzidas pelo Conselho Superior de Obras Públicas no traçado da via férrea entre Faro e Vila Real de Santo António. Em Agosto, partiu para Moura, para acompanhar as obras no Ramal de Moura.
A 20 de Novembro de 1902, foi louvado pela rainha D. Amélia de Orleães, devido à rapidez e eficiência na elaboração do projecto e respectivo orçamento do Ramal de Vila Viçosa. Participou, como representante do Ministro das Obras Públicas, na inauguração do lanço entre Pias e Moura do Ramal de Moura, em 27 de Dezembro do mesmo ano.
Em 7 de Fevereiro de 1903, foi nomeado pelo estado para presidir a uma comissão, encarregada de decidir sobre o local definitivo para a construção da Estação Ferroviária de Olhão. No dia 18 do mesmo mês, foi colocado numa outra comissão, para estudar os tipos de material de via a serem utilizados na construção do troço entre a Régua e Vila Real da Linha do Corgo. Nesse ano, deixou o cargo de director dos Caminhos de Ferro do Sul e Sueste, tendo permanecido como membro do Conselho de Administração dos Caminhos de Ferro do Estado, fiscal na construção de linhas ferroviárias, e inspector geral supranumerário. Colaborou igualmente na Gazeta dos Caminhos de Ferro de Portugal e Hespanha (1888-1898). e na Gazeta dos Caminhos de Ferro (1899-1971)
Também desempenhou de forma voluntária o cargo de engenheiro na construção da Creche da Cedofeita, inaugurada a 24 de Novembro de 1891.